# زالومون كورن
زالومون كورن (بالألمانية: Salomon Korn)‏ هو كاتب ومهندس معماري ألماني، ولد في 4 يونيو 1943 في لوبلين في بولندا.

## وصلات خارجية
- زالومون كورن على موقع مونزينجر (الألمانية)